# Christina Ström
Christina Lena "Kicki" Ström, född 14 juli 1967, är en svensk före detta handbollsmålvakt och sedermera sportkommentator (handbollsexpert) för Radiosporten vid Sveriges Radio.

## Klubbkarriär
Christina Ström spelade i Spårvägens HF från 1991 till 1996 och blev sedan under en kortare period från 1996 deltidsproffs i Norge för Larvik HK. Ström var som målvakt känd för sina snabba räddningar och långa utkast, samt flera gjorda mål. Enligt Huddinge HK:s webbplats hade Kicki Ström Tumba som moderklubb. Hon kom till Huddinge HK som junior och stannade till 1991 då Huddinge HK:s damlag åkte ur elitserien. Hon tillhörde flickor födda 1966–1967.

## Landslagskarriär
Landslagskarriären började i ungdomslandslaget med 8 matcher 1985–1987. Hon spelade 5 U-landskamper 1985 och 3 landskamper 1987 men inga 1986. Christina Ström debuterade i A-landslaget den 3 maj 1991 i Lidingö mot Finland i en match som Sverige vann med 25-6. Hon spelade sedan ingen landskamp förrän 1993, men det året blev det många landskamper med avslutning med VM 1993 där Sverige blev sexa efter att ha förlorat matchen om femteplatsen till Ryssland. Ström spelade sedan totalt 71 landskamper för Sveriges landslag från 1991 till 1998 enligt den nya statistiken och 70 enligt den gamla statistiken. Enligt statistiken stod hon för 2 mål i landslaget. Hon representerade Sverige i bland annat VM 1993, EM 1994 och EM 1996. Sista landskampen spelade hon i april 1998 i EM-kvalet inför EM 1998, som Sverige inte klarade att kvala in till. Hon blev inte utsedd till Stor tjej då gränsen då hon slutade var satt till 80 landskamper.

## Privatliv
Christina Ström är utbildad fysioterapeut och har också varit verksam som sjukgymnast.